# Palazzo Segni
Palazzo Segni, o Reali-Segni poi Sannini, è un edificio storico del centro di Firenze, zona Oltrarno, situato in via Santo Spirito 6 angolo via dei Coverelli 9. L'edificio appare nell'elenco redatto nel 1901 dalla Direzione Generale delle Antichità e Belle Arti, quale edificio monumentale da considerare patrimonio artistico nazionale, ed è tutelato da vincolo architettonico dal 1914.

## Storia
Già appartenente alla famiglia Reali, passò ai Segni, che lo abitò nel Cinquecento e a cui l'edificio deve una certa celebrità, per quanto limitata al ricordo di come in questi ambienti morisse, nel 1558, il celebre storico Bernardo Segni. In seguito fu dei Sannini (da metà Ottocento) e dei Poccianti, attuali proprietari. 
L'edificio fu restaurato tra 1966 e il 1968, e l'intervento (essenzialmente consistente nel ripristino degli intonaci con calce e grassello e nel consolidamento degli elementi in pietra) premiato dalla Fondazione Giulio Marchi nel 1969. Negli anni Duemila è stato in parte trasformato in residence (Palazzetto Sannini), che risulta chiuso dopo il 2022. 

## Descrizione
Il palazzo presenta un prospetto con caratteri propri della tradizione fiorentina rinascimentale e, pur nel rispetto degli stilemi di quel periodo, il fronte si mostra nei modi assunti a seguito di un intervento più tardo, presumibilmente sei/settecentesco. Si sviluppa su cinque assi per tre piani più un mezzanino, quest'ultimo frutto di una soprelevazione, con quelli centrali scanditi orizzontalmente da marcadavanzale su cui si allineano le finestre incorniciate da ghiere in pietra sbozzata che formano un disegno a raggiera, con punta a "goccia". Al piano terreno è un imponente portone. 
Negli interni al piano nobile alcune sale presentano volte affrescate.